# Alighiero Ciattini
Alighiero Ciattini (Pistoia, 1882 – Roma, 1964) è stato uno scrittore, tipografo e politico italiano.
Alighiero Ciattini è stato uno scrittore, un tipografo, un letterato di formazione autodidatta e un politico presto scomparso dal palcoscenico della vita politica attiva anche per sua scelta personale. 

## Biografia

### La giovinezza
Il suo percorso politico aiuta a comprendere il passaggio dal socialismo al fascismo di molti intellettuali italiani, da cui però presto egli si distaccò.Dai suoi ricordi e memorie si può ricavare che la sua famiglia non godeva di buone condizioni economica, ragione per la quale lasciò presto la scuola per andare a lavorare presso una bottega di calzolaio. All’epoca tali artigiani si distinguevano per un individualismo anticonformista e per l’interesse per la vita politica, su cui si documentavano grazie alla lettura collettiva di giornali, opuscoli ed opere divulgative di carattere socialista. Fortemente impressi nella mente del giovane Alighiero furono i moti del 1898, scatenati dalla tassa sul macinato e dalla repressione attuata dal generale Fiorenzo Bava Beccaris, decorato per sue gesta, che ebbero ripercussioni anche a Pistoia. Eventi che – come ben ricostruisce il Ciattini – provocarono la reazione delle classi dirigenti, le quali posero gravi limiti alle <<pubbliche libertà>> e misero sotto controllo l’azione di partiti <<estremi>> (socialisti, radicali, repubblicani). Da questo periodo convulso si uscì per un breve lasso di tempo con la <<vittoria della democrazia>> sancita dalle elezioni politiche del 1900, cui seguirono l’uccisione di Re Umberto I e il rafforzamento dell’ordine liberal-parlamentare.  In questo contesto ripresero le manifestazioni di piazza, le agitazioni, gli scioperi nell’industria e nell’agricoltura, incoraggiati dall’attività propagandistica dei socialisti rivoluzionari, a cui pose termine la violenza fascista. 

### Attività politica
Scrive nel 1914, poi tra il 1920 e il 1922 su Pagine libere, rivista del sindacalismo rivoluzionario, diretta da Angelo Oliviero Olivetti, antifascista fino al 1920 quando poi aderì al partito di Benito Mussolini, collaborando al Popolo d’Italia. Pagine libere, pubblicata per la prima volta a Lugano nel 1906, ebbe sette serie uscite nel corso di decenni, e in alcuni casi gli editori furono i Fratelli Ciattini (Alighiero e Siro) con la loro tipografia di via del Vento a Pistoia; Alighiero ne fu anche il redattore responsabile. Il nucleo teorico della rivista era rappresentato dal sindacalismo rivoluzionario di Georges Sorel con il suo mito dello “sciopero generale”, e si fondava, da un lato, sull’attualità del sindacato, strumento di ricomposizione della rappresentanza democratica messa in crisi dal “parlamentarismo”, adottato dal socialismo riformista, dall’altro sul sentimento nazionale. L’obiettivo era costituito dalla formazione di <<una nuova avanguardia politica e sociale>> (Bozzi Sentieri, 2017). La centralità del sindacato, quale autentico organo rappresentativo dei lavoratori, la volontà di farne una vera e propria corporazione, con uno specifico ruolo all’interno dello Stato e della produzione, e il richiamo al sentimento nazionale rendono comprensibile l’avvicinamento al fascismo, siglata dall’adesione del nostro al documento degli intellettuali fascisti, scritto da Giovanni Gentile nel 1925, in cui compare con il nome di Alighieri Ciattini (E. R. Papa, Storia di due manifesti, Feltrinelli, Milano 1958).

### Il sindacalismo rivoluzionario
Sorel si distanziava dal socialismo per la sua sfiducia nel partito, quale strumento organizzativo di lotta politica e sosteneva che si potesse giungere ad un nuovo ordine sociale per mezzo dello sciopero generale, nel quale il proletariato apprende a lottare ed acquista coscienza di sé. Egli vedeva nell’azione e nella volontà l’elemento propulsore della rivoluzione, a cui non si è spinti da analisi intellettualistiche, ma da pulsioni irrazionali, i cui risultati non sono prevedibili. Anche questo accento sull’azione, scisso dall’analisi scientifica della realtà, perché pacata, intellettualistica e “inconcludente”, avvicina il socialismo soreliano, da cui era stato influenzato lo stesso Mussolini, al fascismo.
In questo contesto politico viene fondata l’Unione italiana del lavoro (1918-1925) , che non ha niente a che fare con la moderna UIL, e prende vita il “sindacalismo nazionale”, il cui obiettivo era rappresentato dalla collaborazione tra i “produttori”, includendo il capitale produttivo e i lavoratori, e dall’espropriazione parziale di quello improduttivo e speculativo per rendere sempre più efficace la produzione e favorire così il rafforzamento della Nazione, intesa come un corpo unico e non analizzabile sotto il profilo della lotta di classe. Questi temi erano agitati da varie riviste, come La Lupa, La Scintilla, L’Idea nazionale, L’Italia nostra, cui collaborò lo stesso Ciattini, riviste nelle quali era forte la critica al giolittismo, al parlamentarismo del Partito socialista e all’incapacità delle classi dirigenti di riconoscere l’importante ruolo nazionale del proletariato, dimostrato dal sangue versato nella carneficina della Prima Guerra mondiale (Pasetti, 2006).

### La tipografia
Occorre ricordare anche che la tipografia Fratelli Ciattini rappresentò un centro culturale importante, perché pubblicò riviste innovative come La Tempra, che ospitò inediti di Dino Campana, Il Centone, a cui dette il suo contributo Ottone Rosai. La tipografia Ciattini di via del Vento è ricordata dal romanzo Ritratto in piedi di Gianna Manzini e documenta le molteplici sfaccettature culturali dell’attività del nostro, attivo nei diversi campi dell’avanguardia dell’epoca.

### Trasferimento a Roma
Nel 1923 si trasferisce a Roma dove continua la sua attività politico-giornalistica collaborando al Popolo d’Italia, a L’Epoca e alla rivista Gerarchia fino al 1927, firmandosi talvolta con lo pseudonimo Astrologo. Il 2 dicembre 1924 si incontra con Mussolini e gli espone le sue idee sul sindacato e sull’ipotesi della pubblicazione di un nuovo periodico. Nel 1927 pubblica questo nuovo giornale, Il Nuovo Stato, “organo della valorizzazione delle forze essenziali alla potenza dello Stato”, da lui diretto, nel quale si ispirava al solidarismo e alla concezione etica di Giuseppe Mazzini, il cui pensiero ebbe un forte influenza su di lui. Il giornale ebbe breve vita e fu presto proibito dalle gerarchie fasciste.

### La conversione e il ritorno all'attività tipografica
Questi eventi provocano significativi cambiamenti nella vita del nostro: nel 1928 abbandona il suo materialismo originario e si avvicina alla Chiesa cattolica, sviluppando una profonda fede religiosa; nel 1929 rompe i legami con l’ambiente politico e si impiega come operaio-tipografo presso il Poligrafico dello Stato, anche se continua a portare avanti le sue idee. Infatti, nel 1944 insieme a Ettore Bartolozzi fonda la Lega per la libertà ispirata al solidarismo giuridico, cui dovrebbero basarsi le relazioni sia tra i cittadini di una nazione che quelle tra gli Stati. Alla Lega seguirono altre organizzazioni sempre basate sull’idea di un’organizzazione democratica e solidaristica.Presso la Biblioteca Forteguerriana di Pistoia esiste un fondo che raccoglie documenti e scritti non tutti pubblicati di Alighiero Ciattini, i quali sono costituiti da libri, diari, articoli di argomento politico, poesie in romanesco, tra i quali ricordiamo quelli che si trovano in varie biblioteche del mondo interessate alla storia del movimento operaio (Italia, Inghilterra, Stati Uniti) come Problemi di politica e di cultura (1920), Mazzini (6 edizioni, 1920-1922), Lo Stato e i suoi fini sociali (1921), Manifesto sui principi e sugli scopi del solidarismo (1950).